# Luftforsvarsmedaljen
Luftforsvarsmedaljen (tysk: Luftschutz-Ehrenzeichen) var en udmærkelse i det tredje rige

## Historie
Medaljen blev etableret af Adolf Hitler den 30. januar 1938 i 2 klasser som udmærkelse for tysk personel, der tjenestegjorde i Reichs-Luftschutz-Bund (RLB), Sicherheits- und Hilfs-Dienst (SHD), Werkschutz og Ordnungspolizei, og som havde deltaget i Tysklands civile luftforsvar efter januar 1933. Første klasse blev tildelt for ekstraordinært god udført tjeneste, mens anden klasse var for hæderligt udført arbejde. Efter 4. maj 1937 blev medaljen også tildelt ikke-tysk personel, hvis de kvalificerede sig til udmærkelsen.

## Design
Medaljen er rund, og på avers er et hagekors i midten med teksten “Für Verdienste im Luftschutz” i en cirkel om korset. På revers står årstallet 1938 i midten. Medaljen blev lavet i aluminium frem til omkring midten af 2. verdenskrig, hvor man begyndte at lave dem i zink pga. metalmangel. Medaljebåndet har en lilla bred stribe i midten med en tynd, hvid stribe på siderne med påfølgende lidt tykkere striber i rød/hvid/sort.